# Pastel (pictură)

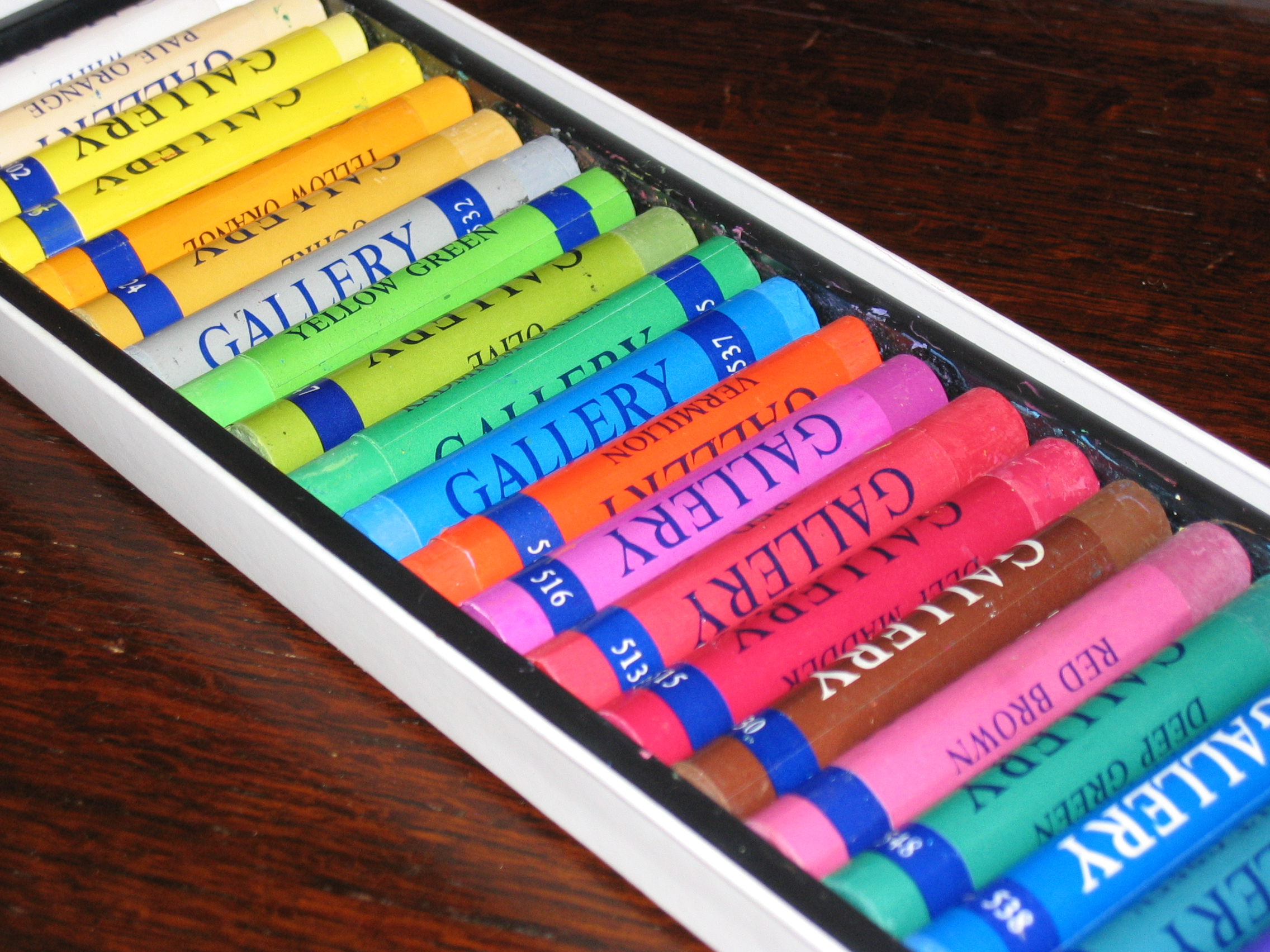
Cutie cu pasteluri

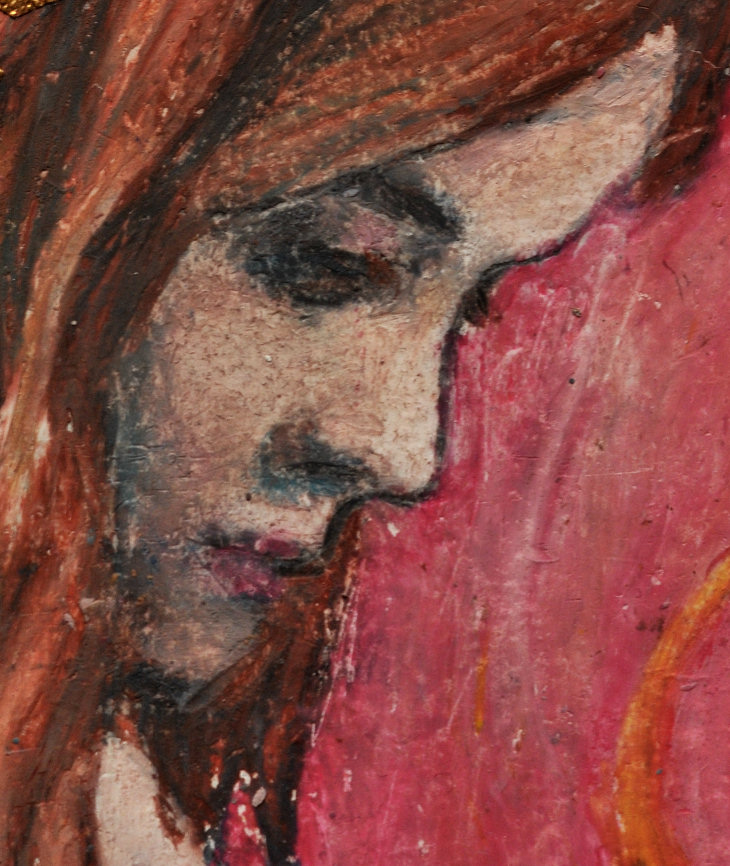
Detaliu de lucrare în pastel pe bază de ulei

Pastelul este o tehnică artistică de pictură care folosește bețișoare sub formă de creion, compuse din pigment pudră amestecat cu un liant. Pigmenții folosiți pentru a fabrica pastelul sunt aceiași care sunt folosiți pentru a crea și celelalte culori, în special cele de ulei.
Liantul folosit este un ulei neutru cu mică saturație. Când se folosește ca liant gumă arabică, pigmenții pulverizați sunt amestecați și cu talc.
Există trei tipuri de pastel: pastelul dur (cretat), pastelul cu ceară și cel uleios (moale):
- Pastelul cretat, la care batoanele de pastel cretat sunt mici, rezistente, preferate pentru detaliile de schiță și pentru desenul bine conturat. Sunt ideale pentru liniile fine și drepte sau pentru evidențierea contururilor unui desen realizat în pastel fin.
- Pastelul cerat, fabricat din ceară de înaltă calitate și pigmenți.
- Pastelul uleios este cel mai popular, fiind ușor de aplicat, cremos la amestecarea nuanțelor. Majoritatea seriilor cuprind cel puțin 200 de culori. Numărul mare de nuanțe în această gamă este necesar întrucât batoanele uscate de pastel nu pot fi amestecate pe paletă precum culorile de pictură.

Pentru că se folosește o cantitate de liant minimum necesară, de obicei doar cât să țină pudra legată, este cea mai pură formă de pigment care poate fi aplicată pe o suprafață de lucru, motiv pentru care, în general, pictura pastel are un aspect foarte viu și luminos.
Spre deosebire de tabloul în ulei, care devine mai sumbru după ce se usucă pictura, iar cu timpul se îngălbenește, culorile pastelului își păstrează prospețimea prin combinarea pigmenților și a pudrei împreună cu diverși lianți și cu un adaus de caolin.
Există două aspecte importante în tehnica pictării cu pasteluri uleioase: granulația hârtiei și presiunea cu care este aplicată culoarea. Cu cât este mai granulată hârtia pe care se pictează, cu atât ve fi mai întreruptă culoarea aplicată. O textură mai fină a hârtiei va permite un colorit mai uniform. Punând o presiune mai mare asupra batoanelor de pastel se vor obține culori mai intense și suprafețe mai uniforme.
Pe criterii extracromatice, unii specialiști au exclus pastelul și acuarela din domeniul picturii și le-au încadrat la grafică.